# Douglas XT-30
Douglas XT-30 – projekt samolotu szkolnego do szkolenia zaawansowanego stworzony w 1948 w Douglas Aircraft Company na konkurs rozpisany przez United States Air Force na następcę North American T-6 Texan.  Samolot nie wyszedł za fazę projektową, jako że zwycięzcą konkursu został North American T-28 Trojan.

## Historia
Samolot został zaprojektowany jako następca North American T-6 Texan używanego go szkolenia zaawansowanego i stanął do konkursu wraz z zaprojektowanym z tym samym czasie North American T-28 Trojan.  Na następcę Texana został wybrany Trojan, a nie konstrukcja Douglasa z powodu jej stosunkowo dużej złożoności niemniej USAF zainteresował się projektem Douglasa na tyle, że zamówiono pełnoskalową makietę samolotu.  Nie wybudowano żadnego egzemplarza tego samolotu.

## Konstrukcja
Douglas XT-30 był dwumiejscowym, jednosilnikowym dolnopłatem o konstrukcji metalowej.  Silnik znajdował się w środkowej części kadłuba za kabiną pilotów i napędzał trójpłatowe śmigło poprzez wał napędowy.  Kabina pilotów mieściła instruktora i ucznia w układzie tandem, z miejscem instruktora w tylnej, a ucznia w przedniej części kabiny.  Samolot miał chowane podwozie z kołem przednim.
Umiejscowienie silnika w środkowej części kadłuba nadawało samolotowi pewne cechy pilotażowe podobne do samolotu odrzutowego, kabina pilotów znajdowała się bardzo blisko nosa samolotu i dawała zarówno uczniowi jak i instruktorowi znakomitą widoczność.  Według projektantów Douglasa takie umiejscowienie silnika ułatwiało także jego serwisowanie.
Samolot miał mierzyć 11,2 m długości, rozpiętość skrzydeł miała wynosić 11,07 m.  Masa startowa miała wynosić 2721 kg.  Teoretycznie wyliczona prędkość maksymalna miała wynosić 460 km/h, a prędkość przelotowa 306 km/h.  Przy prędkości przelotowej samolot mógł się utrzymywać w powietrzu przez 6,5 godziny.